# Горіс

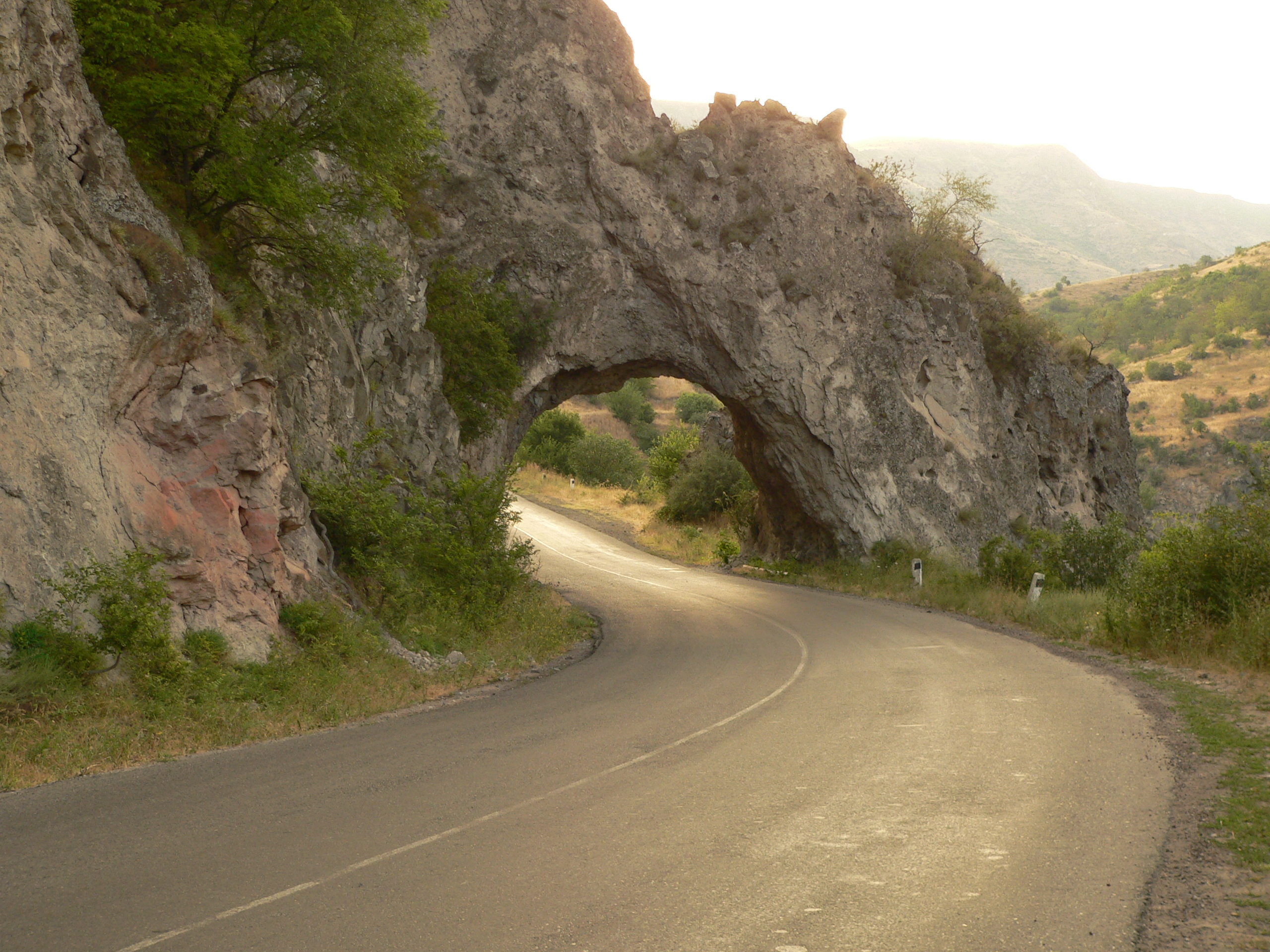
Дорога Капан — Горіс.

Горі́с (вірм. Գորիս) — місто у Вірменії, друге за розміром місто марзу Сюнік. Місто розташоване на перехресті трьох великих трас: на Єреван, до Азербайджану (на Ханкенді) та через Капан до Ірану.

## Географія
Розташований на річці Горіс (притока Воротана), за 240 км на південний схід від Єревана і за 70 км на північ від Капана на автомобільній дорозі Єреван — Степанакерт. Місто розташувалося в гірському котловані, оточеному скелястими грядами і печерами.
Поблизу Горіса, в селі Хндзореск розташований комплекс стародавніх печерних жилищ, археологічний і етнографічний музей. На лівому березі річки Горіс розташований утворений в пухких вулканогенних породах лабіринт печер з кам'яними пірамідами, химерними стовпами (т. з. печерний Горіс). З давніх часів природні печери використовувалися як житла, які після появи металевих знарядь розширювалися і добудовувалися, утворюючи досить великі поселення.
Житлові райони — на півдні (старий) і на півночі (новий). Між ними знаходиться культурний і громадський центр. За 8 км на південь від міста знаходиться аеропорт, на схід — село Хндзореск.

## Економіка
Горіс — один з промислових центрів Сюніка. У місті працюють:
- АТ «Горіс гамма» — виробництво електронних приладів і колекторних двигунів.
- Завод «мікродвигуни» — виробництво мікроелектродвигунів і електродвигунів малої потужності.
- Підприємства енергетики, харчової промисловості та інше.

## Визначні місця

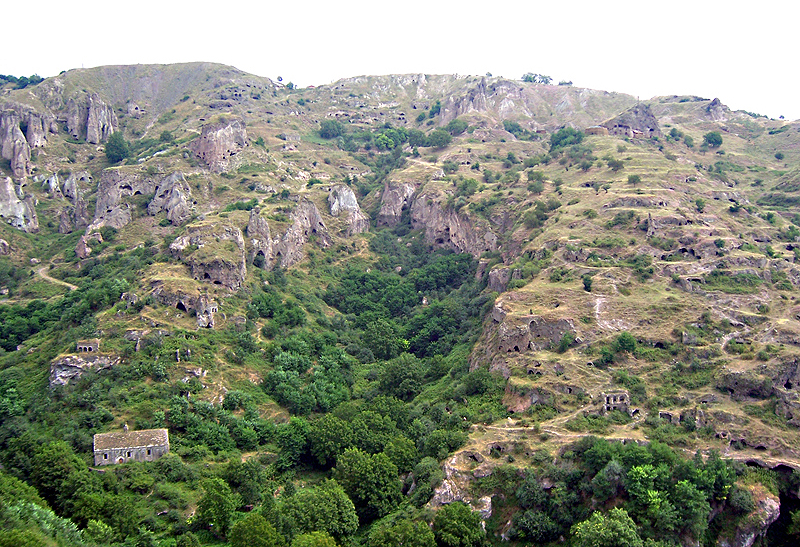
Печерне місто

У місті є будинок-музей Акселя Бакунца, археологічний і етнографічний музей, мелікський будинок (XVIII ст.), а також середньовічне печерне поселення.

## Футбол
На початку 1990-х років в місті існувала футбольна команда «Зангезур», яка досить успішно виступала в чемпіонаті країни, але через кризу її розформували.
Перед початком чемпіонату 2009 року заново відновили команду «Лернаін Арцах», вона свого часу представляла столичний регіон. Нині клуб представляє Горіс, а базується в Арцаху і спонсорується владою НКР.

## Видатні особистості
- Євген Борисович Бабський — фізіолог
- Божко Раїса Альбертівна — перекладач
- Серо Миколайович Ханзадян — вірменський радянський письменник